# ハルゼー・パウエル (駆逐艦)
ハルゼー・パウエル (USS Halsey Powell, DD-686) は、アメリカ海軍の駆逐艦。フレッチャー級駆逐艦の1隻。艦名は第一次世界大戦中の護送船団任務における駆逐艦師団指揮官として卓越した業績によりアメリカ海軍殊勲章を授与されたハルゼー・パウエル（1883年 - 1936年）に因む。

## 艦歴
「ハルゼー・パウエル」はニューヨーク州スタテンアイランドのベスレヘム造船で起工された。1943年6月30日にハルゼー・パウエル夫人によって命名、進水し、1943年10月25日にW・T・マクガリー指揮下にて就役した。

### 1944年
「ハルゼー・パウエル」は東海岸沖で航海訓練を行い、1944年1月20日にノーフォークから太平洋艦隊に合流するため出航した。2月12日に真珠湾に到着し、マジュロからハワイに戻るタンカーを護衛した後、3月に護衛と哨戒任務のためマーシャル諸島に戻った。諸島への上陸作戦において、「ハルゼー・パウエル」と他の艦船は日本軍の航空攻撃と潜水艦の攻撃から機動部隊を護衛した。3月23日には潜水艦「伊32」に対して爆雷攻撃を行い、「ハルゼー・パウエル」が爆雷を使い切った後、護衛駆逐艦「マンラヴ」が撃沈した。
マーシャル諸島での作戦後、「ハルゼー・パウエル」は5月30日に真珠湾を出航し、来るべきマリアナ侵攻に備え演習を行った。6月11日にエニウェトクから攻撃部隊と出撃し、4日後のサイパン上陸作戦では日本の沿岸砲を撃破し、作戦の成功に貢献した。続けて哨戒、索敵および火力支援任務に従事し、貨物船および多数の小型船を砲撃により撃沈した。マリアナ沖海戦後、6月21日にサイパンに入港し、テニアンの戦いに参加した。その後はグアム沖での哨戒および索敵任務に2週間を費やし、8月22日にエニウェトクに戻って機動部隊に加わった。
「ハルゼー・パウエル」は8月29日、マーク・ミッチャー海軍中将の第38任務部隊と出撃した。この強力な空母部隊は、海上で燃料補給を行いながら長期間活動し、海上における大きな攻撃力となった。9月、「ハルゼー・パウエル」と他の駆逐艦によって護衛された空母はパラオとフィリピンを攻撃し、10月1日にウルシー環礁に戻った。
その5日後、太平洋戦争の最も重要な作戦のひとつである台湾沖航空戦に参加した。航空戦は10月12日から15日まで激しさを増し、「ハルゼー・パウエル」は多数の日本の航空機を迎撃した。任務部隊は3隻の損傷した船を犠牲として、500機以上を撃墜し、1,000機近くの敵機を追い払った。 
レイテ島への侵攻が始まると、損耗の激しい日本海軍は残存部隊とともにフィリピンに向かった。「ハルゼー・パウエル」はレイテ沖海戦にて空母を護衛し、1944年11月9日に機動部隊と共にウルシー環礁に戻った。1944年の残りの期間、第38任務部隊はフィリピンと台湾に対して大規模な攻撃を実施した。

### 1945年

#### リンガエン湾
艦隊はリンガエン湾侵攻を支援するために1月9日から15日に南シナ海に入り、空母が中国とインドシナの基地を攻撃するのを支援した。1月21日の神風特攻隊による攻撃で空母「タイコンデロガ」が損害を受けたため、「ハルゼー・パウエル」がウルシー環礁まで護衛した。

#### 硫黄島
機動部隊は日本本土を攻撃するために2月に再び出航した。「ハルゼー・パウエル」は2月19日から硫黄島の戦いにおいて火力支援および空母の護衛を行った。2月16日には攻撃機1機を撃墜し、他の多くの航空機を支援した。

#### 沖縄戦
機動部隊は3月1日にウルシー環礁に戻ったが、日本にさらなる打撃を与えるために3月14日に再び出航した。3月20日、「ハルゼー・パウエル」が空母「ハンコック」と並んでいたところ、日本の航空機による特攻を受けた。突入により発生した火災は消火されたが、12名が死亡、29名が負傷し、「ハルゼー・パウエル」はウルシー環礁まで後退した。
5月8日に修理のためサンペドロに到着し、1945年7月19日に再び真珠湾に向けて出航した。「ハルゼー・パウエル」は日本の降伏の2日後の8月17日にエニウェトクに到着し、9月2日の東京湾での式典に出席した。その後は1946年12月10日にサンディエゴで退役し、太平洋予備艦隊に配備された。

### 朝鮮戦争
朝鮮戦争による海軍への要求の増大を受けて、1951年4月27日、「ハルゼー・パウエル」は再就役し、シェイクダウンと訓練演習を経て、7月23日にロングビーチから極東海域に向けて出航し、8月16日に日本に到着した。第77任務部隊に加わり航空機および空母の護衛を行い、共産主義者の海岸施設に一定の圧力をかけ続けた。10月までこれらの作戦に従事し、その後は沖縄沖で訓練を行うため交戦海域を離れた。しかし月の終わりに元山、興南、および他の地域への攻撃に参加するため戦域に戻った。1952年2月20日まで巡視と護衛任務を行い、その後アメリカへ向けて出航した。
「ハルゼー・パウエル」は1952年10月4日に2度目の訪韓に向けて出発し、国連軍司令部が北朝鮮を海上から封鎖し続ける中、7カ月間にわたって海岸砲撃と火力支援に参加した。1953年5月6日に米国に戻り、サンディエゴ沖での訓練を経て1953年12月26日に再び日本に向けて航行した。1954年初頭、ベトナム沖の飛行作戦の一環として、南シナ海の第77.7任務群に配備された。

### 1954年から1968年
その後の数年間、「ハルゼー・パウエル」は毎年第77任務部隊とともに西太平洋への巡航を行い、台湾を巡視、太平洋艦隊の他の部隊と戦術演習を行った。国民党の第一次台湾海峡危機における中国共産党への作戦を支援し、輸送船を護衛、中国共産党による攻撃を阻止するために待機した。海軍は共産主義拡大の抑止に貢献した。
「ハルゼー・パウエル」のすっきりとしたシルエットは、極東の多くの港でおなじみとなり、極東の平和とアメリカの警戒態勢の重要な貢献者であり続けた。1962年5月から7月にかけて、太平洋での重要な核実験に参加し、1963年から1964年に通常の配備に戻った。
1965年1月1日、「ハルゼー・パウエル」は、ロングビーチを母港とする予備駆逐艦第27戦隊に配備された。彼女は1967年まで海軍予備役の練習船として運航し、カナダのバンクーバーとメキシコのマサトランの間を航行した。
1968年4月27日、「ハルゼー・パウエル」は韓国に移譲された。その後1975年6月2日にアメリカ海軍船籍から除籍された。

### 韓国海軍
1968年4月27日に韓国に移譲され、韓国の首都ソウルにちなんで「ソウル (ROKS Seoul, DD-912) 」と改名された。その後1982年にスクラップとして廃棄された。 

## 受章
「ハルゼー・パウエル」は第二次世界大戦の功績により7個、朝鮮戦争の功績により2個従軍星章を受章した。